# Nederlandse kampioenschappen schaatsen afstanden 2008 - 1000 meter vrouwen
De 1000 meter vrouwen op de Nederlandse kampioenschappen schaatsen afstanden 2008 werd gereden in oktober 2007 in ijsstadion Thialf te Heerenveen. 
Titelverdedigster was Ireen Wüst, zij werd opgevolgd door Paulien van Deutekom.

## Uitslag
| #      | Schaatser              | tijd    |
| ------ | ---------------------- | ------- |
| Goud   | Paulien van Deutekom   | 1.17,18 |
| Zilver | Annette Gerritsen      | 1.17,79 |
| Brons  | Ireen Wüst             | 1.18,04 |
| 4      | Marrit Leenstra        | 1.18,33 |
| 5      | Natasja Bruintjes      | 1.18,37 |
| 6      | Marianne Timmer        | 1.18,71 |
| 7      | Jorien Voorhuis        | 1.18,78 |
| 8      | Marloes Gelderblom     | 1.18,94 |
| 9      | Laurine van Riessen    | 1.19,07 |
| 10     | Diane Valkenburg       | 1.19,13 |
| 11     | Tessa van Dijk         | 1.19,32 |
| 12     | Ingeborg Kroon         | 1.19,63 |
| 13     | Wieteke Cramer         | 1.19,78 |
| 14     | Sophie Nijman          | 1.20,00 |
| 15     | Frederika Buwalda      | 1.20,18 |
| 16     | Thijsje Oenema         | 1.20,57 |
| 17     | Sanne Delfgou          | 1.20,65 |
| 18     | Jorien Kranenborg      | 1.20,76 |
| 19     | Annouk van der Weijden | 1.21,06 |
| 20     | Maren van Spronsen     | 1.21,29 |
| 21     | Inge van Essen         | 1.21,66 |
| 22     | Margot Boer            | 2.01,58 |

Uitslag
1987 · 
1988 · 
1989 · 
1990 · 
1991 · 
1992 · 
1993 · 
1994 · 
1995 · 
1996 · 
1997 · 
1998 · 
1999 · 
2000 · 
2001 · 
2002 · 
2003 · 
2004 · 
2005 · 
2006 · 
2007 · 
2008 · 
2009 · 
2010 · 
2011 · 
2012 · 
2013 · 
2014 · 
2015 · 
2016 · 
2017 · 
2018 · 
2019 · 
2020 · 
2021 · 
2022 · 
2023 · 
2024 · 
2025